# Sättra ängar
Sättra ängar är ett naturreservat i Ödeshögs kommun i Östergötlands län.
Området som ligger i västra Östergötland och ingår i EU:s ekologiska nätverk över skyddade områden, Natura 2000. Arealen av reservatet är 22 hektar.
Naturreservatet Sättra ängar sköts fortfarande enligt gamla traditioner. Det innebär att ängarna årligen, med start i juli månad, slås med lie och slåtterbalk. Slåttern i kombination med att ingen gödsel tillförs, gör att det i området finns en mycket rik flora, med flera sällsynta arter. Exempel på några av de många växtarter som finns i Sättra ängar är svinrot, nattviol, slåttergubbe, korskovall, gullviva och slåtterfibbla. Ängarna är inhägnade med en gammaldags trägärdesgård, som ger området en mycket speciell och ålderdomlig karaktär.
Tack vare det rika växtlivet finns här också ett mycket rikt insektsliv med bland annat många arter fjärilar och skalbaggar. Den biologiska mångfalden är mycket hög i Sättra ängar. Förutom ängsmarkerna finns det i reservatet också betade hagmarker. Här växer bland annat den mycket sällsynta växten finnögontröst.
Reservatet nås från en skyltad avfart från Turistvägen ("gamla E4:an"), vid samhället Rök mellan Väderstad och Ödeshög.
Sättra ängars naturreservat förvaltas av Länsstyrelsen Östergötland.